# 3 Dywizja Piechoty (PSZ)
3 Dywizja Piechoty (3 DP) – wielka jednostka piechoty Wojska Polskiego we Francji.

## Formowanie i walki
Rozkaz do formowania nosi datę 15 maja 1940 roku. Na miejsce formowania wybrano Camp de Coëtquidan. W trakcie formowania dywizji dwukrotnie ją reorganizowano. 27 maja 1940 r. z jej struktur wydzielono batalion strzelców "coetquidańskich", którego celem była akcja przeciwdesantowa i skierowano go do Arpajon, do 10 BKPanc. 10 czerwca zdecydowano ostatecznie utworzyć dywizję lekką (rozformowano 9 pułk piechoty i 3 pułk artylerii ciężkiej oraz Dowództwo Artylerii Dywizyjnej). Żołnierzy z tych pułków rozdysponowano, odpowiednio do pozostałych pułków. 
Do wybuchu wojny francusko-niemieckiej nie zdążyła się do końca zorganizować. Pomimo tego dowództwo francuskie podjęło fatalną decyzję użycia jej w obronie tzw. "reduty bretońskiej". Rozbite oddziały i pojedynczy żołnierze, wycofały się następnie w kierunku portów, aby zdążyć ewakuować się okrętami do Wielkiej Brytanii.

## Organizacja wojenna
- Dowództwo 3 Dywizji Piechoty
- 7 pułk piechoty - ppłk Andrzej Bogacz
- 8 pułk piechoty - ppłk dypl. piech. Aleksander Misiurewicz
  - dowódca III batalionu - mjr Henryk II Krajewski
- 9 pułk piechoty - ppłk Marian Wieroński[5]
- 3 pułk artylerii ciężkiej
- 3 pułk artylerii lekkiej
- 3 Oddział Rozpoznawczy

12 czerwca 1940  3 DP liczyła 7.832 żołnierzy, w tym: 366 oficerów, 1433 podoficerów i 6.033 szeregowych. 23 czerwca 1940 roku w Szkocji 250 oficerów i 1.527 szeregowców dywizji, w tym 73 oficerów oraz 333 podoficerów i kanonierów 3 pułku artylerii lekkiej.

## Obsada personalna dowództwa
- dowódca dywizji - płk dypl. Tadeusz Zieleniewski
- dowódca piechoty dywizyjnej - płk dypl. piech. Józef Jaklicz
- dowódca artylerii dywizyjnej - płk dypl. art. Zygmunt Łakiński
- oficer sztabu dowódcy artylerii dywizyjnej - mjr Franciszek Ciniewicz
- szef sztabu - ppłk dypl. kaw. Ziemowit Grabowski
- szef sanitarny – płk lek. Wincenty Babecki